# Alice Bunker Stockham
Alice Bunker Stockham (Chicago, 1833-1912) fue una obstetra y ginecóloga de Chicago; la quinta mujer que se hizo médico en Estados Unidos. Promovió la igualdad de género, la reforma de los trajes y vestidos, el control de la natalidad, y la satisfacción sexual masculina y femenina para lograr matrimonios exitosos.
Ella acuñó el término Karezza y autor de un libro con este nombre en 1896. Se refiere a los prácticas espirituales y sexuales no-religiosos  basadas en técnicas tántricas de control del cuerpo, pero sin recurrir a ningún simbolismo cultural o iconográfico del tantra.